# معرفة علوم الحديث وكمية أجناسه
معرفة علوم الحديث وكمية أجناسه. ثاني كتاب صُنف في علم الحديث بعد كتاب الرامهرمزي (المحدث الفاصل بين الراوي والواعي) صنفه أبو عبد الله محمد بن عبد الله الحاكم النيسابوري.

## حول الكتاب
قال الحافظ في مقدمة الكتاب عن سبب تأليفه: فإني لما رأيت البدع في زماننا كثرت، ومعرفة الناس بسنن قد قلت، مع إمعانهم في كتابة الأخبار، وكثرة طالبيها على الإهمال والإغفال، دعاني ذلك إلى تصنيف كتاب خفيف يشتمل على أنواع علم الحديث، مما يحتاج إليه طلبة الأخبار، المواظبون على كتابة الآثار، وأعمد في ذلك سلوك الاختصار، دون الإطناب في الإكثار، والله الموفق لما قصدته، والمان في بيان ما أردته، إنه جواد كريم، رؤوف رحيم.

## مواضيع الكتاب
- ذكر أول نوع من أنواع علوم الحديث وهو عالي الإسناد
- ذكر النوع الثاني من أنواع علوم الحديث وهو النازل من الأسانيد
- ذكر النوع الثالث من أنواع علوم الحديث وهو صدق المحدث
- ذكر النوع الرابع من أنواع علوم الحديث وهو المسند
- ذكر النوع الخامس من أنواع علوم الحديث وهو الموقوف
- ذكر النوع السادس من أنواع علوم الحديث وهو المسانيد
- ذكر النوع السابع من أنواع علوم الحديث وهو معرفة الصحابة
- ذكر النوع الثمن من أنواع علوم الحديث وهو المراسيل
- ذكر النوع التاسع من أنواع علوم الحديث وهو المنقطع
- ذكر النوع العاشر من أنواع علوم الحديث وهو المسلسل
- ذكر النوع الحادي عشر من أنواع علوم الحديث وهو المعنعن
- ذكر النوع الثاني عشر من أنواع علوم الحديث وهو المعضل
- ذكر النوع الثالث عشر من أنواع علوم الحديث وهو المدرج
- ذكر النوع الرابع عشر من أنواع علوم الحديث وهو معرفة التابعين
- ذكر النوع الخامس عشر من أنواع علوم الحديث وهو معرفة اتباع التابعين
- ذكر النوع السادس عشر من أنواع علوم الحديث وهو الأكابر عن الأصاغر
- ذكر النوع السابع عشر من أنواع علوم الحديث وهو أولاد الصحابة
- ذكر النوع الثامن عشر من أنواع علوم الحديث وهو الجرح والتعديل
- ذكر النوع التاسع عشر من أنواع علوم الحديث وهو الصحيح والسقيم
- ذكر النوع العشرين من أنواع علوم الحديث وهو فقه الحديث
- ذكر النوع الحادي والعشرون من أنواع علوم الحديث وهو الناسخ والمنسوخ
- ذكر النوع الثاني والعشرين من أنواع علوم الحديث وهو الغريب لفظا
- ذكر النوع الثالث والعشرين من أنواع علوم الحديث وهو المشهور
- ذكر النوع الرابع والعشرين من أنواع علوم الحديث وهو غريب الحديث
- ذكر النوع الخامس والعشرين من أنواع علوم الحديث وهو الأفراد
- ذكر النوع السادس والعشرين من أنواع علوم الحديث وهو التدليس
- ذكر النوع السابع والعشرين من أنواع علوم الحديث وهو علل الحديث
- ذكر النوع الثامن والعشرين من أنواع علوم الحديث وهو الشاذ
- ذكر النوع التاسع والعشرين من أنواع علوم الحديث وهو مختلف الحديث
- ذكر النوع الثلاثين من أنواع علوم الحديث وهو الأخبار التي لا معارض لها
- ذكر النوع الحادي والثلاثين من أنواع علوم االحديث وهو الزيادات الفقهية
- ذكر النوع الثاني والثلاثين من أنواع علوم الحديث وهو مذاهب المحدثين
- ذكر النوع الثالث والثلاثين من أنواع علوم الحديث وهو المذاكرة
- ذكر النوع الرابع والثلاثين من أنواع علوم الحديث وهو التصحيفات في المتون
- ذكر النوع الخامس والثلاثين من أنواع علوم الحديث وهو التصحيفات في الإسناد
- ذكر النوع السادس والثلاثين من أنواع علوم الحديث وهو الإخوة والأخوات
- ذكر النوع السابع والثلاثين من أنواع علوم الحديث وهو الوحدان
- ذكر النوع الثامن والثلاثين من أنواع علوم الحديث وهو معرفة القبائل
- ذكر النوع التاسع والثلاثين من أنواع علوم الحديث وهو الأنساب
- ذكر النوع الأربعين من أنواع علوم الحديث وهو أسماء المحدثين
- ذكر النوع الحادي والأربعين من أنواع علوم الحديث وهو كنى المحدثين
- ذكر النوع الثاني والأربعين من أنواع علوم الحديث وهو بلدان المحدثين
- ذكر النوع الثالث والأربعين من أنواع علوم الحديث وهو معرفة الموالي
- ذكر النوع الرابع والأربعين من أنواع علوم الحديث وهو أعمار المحدثين
- ذكر النوع الخامس والأربعين من أنواع علوم الحديث وهو الألقاب
- ذكر النوع السادس والأربعين من أنواع علوم الحديث وهو رواية الأقران بعضهم عن بعض
- ذكر النوع السابع والأربعين من أنواع علوم الحديث وهو الأئمة الثقاة المشهورين
- ذكر النوع الخمسين من أنواع علوم الحديث وهو الأبواب التي يجمعها المحدثون
- ذكر النوع الحادي والخمسين من أنواع علوم الحديث وهو من لم يحتج بهم ولم يسقطوا
- ذكر النوع الثاني والخمسين من أنواع علوم الحديث وهو العرض والإجازة